# Scoparia melanoxantha
Scoparia melanoxantha là một loài bướm đêm trong họ Crambidae.